# Vjekoslav Köröskenyi
Vjekoslav Köröskenyi (Köröskenji) (Varaždin, 8. lipnja 1839. – Zagreb, 22. veljače 1909.) bio je hrvatski geodet i kartograf.

## Život

### Biografija
Završio je studij tehničkih i gospodarskih znanosti u Grazu i Beču. Doktorirao je 1867. u Rostocku. Godine 1860. postao je asistent na Gospodarsko-šumarskom učilištu u Križevcima. Od 1861. godine radio je kao učitelj, a od 1870. kao profesor. Predavao je aritmetiku, algebru, geometriju, Mjerstvo, graditeljstvo, risanje tlovidno i graditeljsko risanje, te geodeziju. U Ratarnici je predavao geometriju. Godine 1874. povjereno mu je ravnateljstvo i uprava zavoda do 1878. godine kada je bio dodijeljen Kraljevskoj zemaljskoj vladi. Bio je prvi stručni predavač geodetskih kolegija na učilištu, prvoj školi u kojoj se sustavno predavala geodezija. Umirovljen je 1880. godine, a nakon tri godine ponovno je postavljen i dodijeljen Bogoštovno-nastavnom odjelu Kraljevske zemaljske vlade. Godine 1888. bio je konačno umirovljen, ali je od 1897. predavao o pojedinim gospodarskim granama za pravnike.

### Djelovanje
Napisao je niz stručnih radova o voćarstvu i vinogradarstvu u raznim časopisima, a osobito u Narodnim novinama od 1880. do 1883. Objavio je i dvije knjige o gospodarstvu te uređivao vinogradarski i šumarski kalendar. Autor je prvog udžbenika iz geodezije na hrvatskom jeziku Geodäsia. Udžbenik je tiskan u Hrvatskoj, a napisan je za slušače na Kraljevskom šumarsko-gospodarskom srednjem učilištu u Križevcima. Udžbenik je koncepcijski bio novina na europskoj razini, jer su prvi puta sve funkcije jednog instrumenta opisane u cijelosti na jednom mjestu. Bio je dopisni član Čeških fizičara i matematičara u Pragu, član Hrvatsko-slavonskog gospodarskog (šumarskog) društva čiji je bio tajnik od 1882. do 1886. Bio je vrstan voćar, pa je sa svojim izlošcima voća stekao odlikovanja na pomološkoj izložbi u Grazu i Zagrebu.

## Djela
- Geodäsia. Artističko-tipografski zavod Dragutina Albrechta, Zagreb, 1874., str. 152.

## Vanjske poveznice
- Köröskényi, Vjekoslav Hrvatska tehnička enciklopedija, portal hrvatske tehničke baštine. LZMK